# Teslić
Teslić (ciríl·lic: Теслић) és un municipi delt centre-nord de Bòsnia i Hercegovina, amb una població de 41904 persones segons els resultats preliminars del cens de 2013. Teslić forma part de la República Srpska. La ciutat de Teslić es troba a la part centre-nord de Bòsnia i Hercegovina, a la part occidental de la República Srpska. La ciutat està situada a la vora del riu Usora. Actualment, segons els resultats preliminars del cens de 2013, Teslić té una població total de 41.904.